# Къща музей „Алеко Константинов“
Къщата музей „Алеко Константинов“ се намира в град Свищов.
Тя е създадена като музей през 1926 г. Още приживе големият български писател подарява родната си къща на Свищовската община, за да се използва за културните нужди на града. От 1979 г. домът на писателя хуморист Ал. Константинов става мемориален музей.  В северната половина на втория етаж е направена впечатляваща възстановка на подредбата в богата търговска къща от втората половина на ХІХ в., каквато безспорно е тази на бащата на Алеко - Иваница х. Константинов. Неслучайно в началото на Руско-турската война от 1877-1878 г. в нея на два пъти отсяда руският император Александър ІІ. Тя е и мястото, избрано за седалище на първото гражданско управление в България, начело с Найден Геров, в което 14-годишният Алеко Константинов е писар. Запазени са многобройни лични вещи и предмети, с които се разкрива детството и юношеството на поета.  Сред най-ценните експонати е изложено и сърцето на писателя, спряло да тупти твърде рано.
Къщата музей е част от 100 национални туристически обекта под номер 12. Печатът се намира на касата.